# Diplycosia orophila
Diplycosia orophila är en ljungväxtart som beskrevs av Herman Otto Sleumer. Diplycosia orophila ingår i släktet Diplycosia och familjen ljungväxter. Inga underarter finns listade i Catalogue of Life.